# ゼロ (Fayrayの曲)
「ゼロ」は、 2007年7月11日にリリースされたFayrayの21stシングル。発売元はR and C。

## 収録曲
全編曲：Fayray、Dougie Bowne
1. ゼロ
  - 作詞・作曲：Fayray
2. Forever
  - 作詞・作曲：フレディ・ゴーマン（英語版）、ラモン・ドジャー（英語版）、ブライアン・ホーランド（英語版）

The Marvelettes（英語版）の同曲のカバー。

## タイアップ
- TBS系ドラマ愛の劇場『マイフェアボーイ』主題歌 (#1)